# Palacio arzobispal de Toledo
El Palacio arzobispal es una de las realizaciones arquitectónicas de más vastas dimensiones de la ciudad española de Toledo. Tipológicamente, no es un edificio unitario, pues en él se han superpuesto varios estilos artísticos. 
En el siglo XIII Alfonso VIII dona al arzobispo don Rodrigo Jiménez de Rada unas casas situadas enfrente de la catedral. Poco a poco, este espacio se iría ampliando, por obra de los distintos prelados, que iban sucediéndose en la diócesis, conformándose el palacio, como tal, de manera progresiva. 
El cardenal Mendoza sería el primer prelado que, en la segunda mitad del siglo XV levantaría el primer arco de palacio o pasadizo de unión de esta construcción, con la vecina catedral. Más tarde, a partir del año 1541, se realizaron profundas remodelaciones, eligiendo, para diseñar las trazas, a Alonso de Covarrubias. 
El Palacio arzobispal se muestra, en la actualidad, como un complejo conjunto, con estancias orientadas al exterior, mediante numerosos vanos, que horadan las fachadas, interiormente conectadas por corredores. 

## Descripción

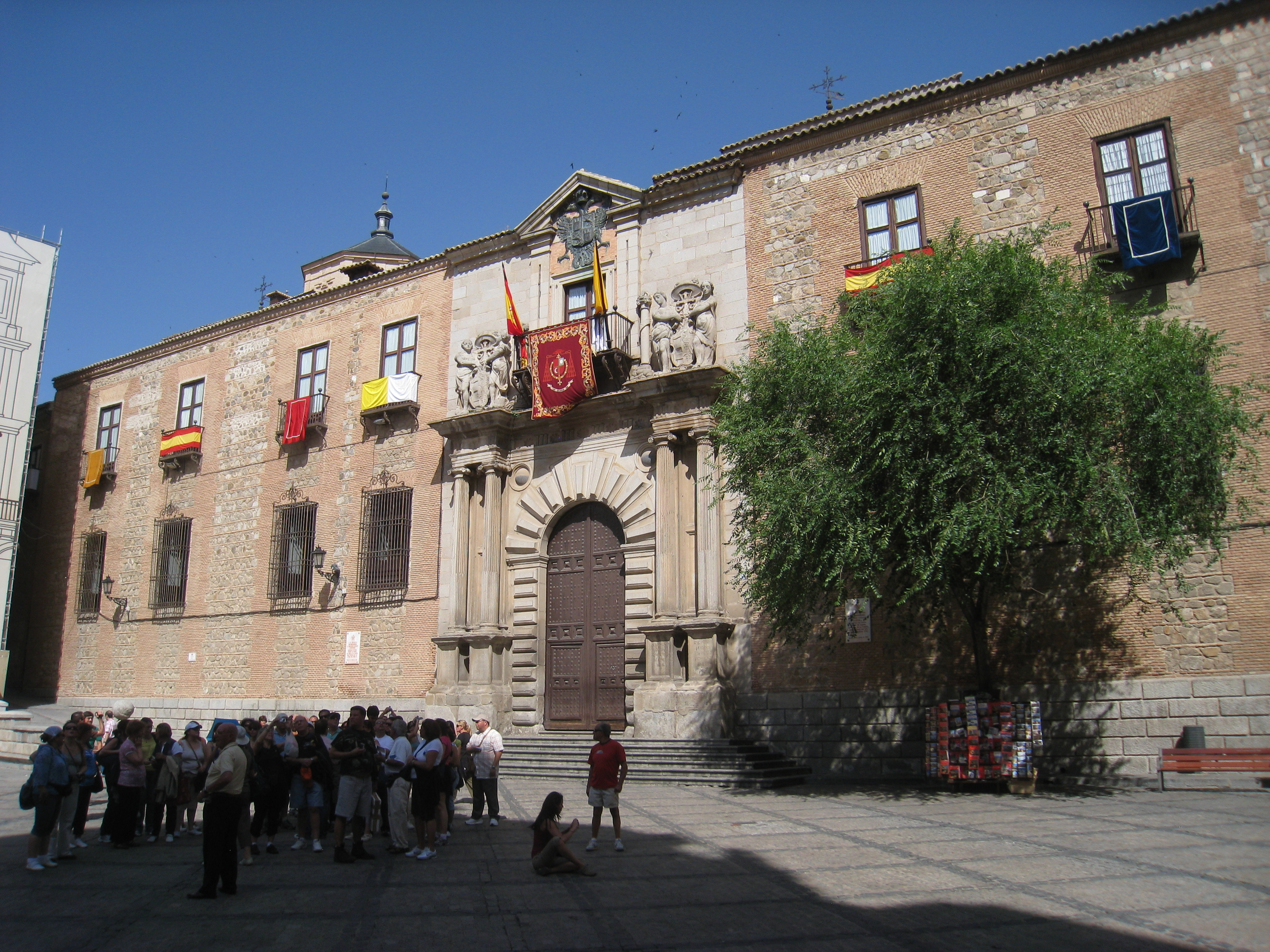
Fachada principal

La fachada principal, que da a la plaza del Ayuntamiento, se inició en tiempos del cardenal Tavera, en 1543, y su diseño se debe a la mano de Covarrubias. La portada está formada por un gran arco de medio punto, de piedra granítica, al que le encuadran fuertes dovelas almohadilladas, que se encajan, a su vez, entre dos pares de columnas, de capitel jónico y fuste estriado, que, descansando sobre altos y potentes basamentos, sostienen un friso dórico. Sobre el entablamento, situadas en los dos extremos, encontramos las figuras, aparejadas, de ninfas portantes del escudo de armas del cardenal Tavera. 
A principios del siglo XVII, esta portada sería colocada en el emplazamiento que ocupa en la actualidad. Poco después, se le colocó un amplio balcón, de sencilla reja de hierro, rematada en bolas y con cristalería en forma de cruz, cuyo vano se encuentra recercado por dos pequeños salientes y orejetas, y completado, en sus costados, por dobles pilastras, más altas que el propio vano, que presentan acanaladuras escurialenses de sencillo capitel. Remata el conjunto un frontón triangular, albergue de un escudo bicéfalo, que rompe su base. 
La fachada este corresponde a la remodelación aludida, del cardenal Lorenzana, llevada a cabo a fines del siglo XVIII. En ellas encontramos una gran simetría y regularidad en sus proporciones. Destaca su alta portada, que se abre en forma de arco de medio punto, enmarcada a través de pilastras, constituidas por grandes dovelas almohadilladas. 

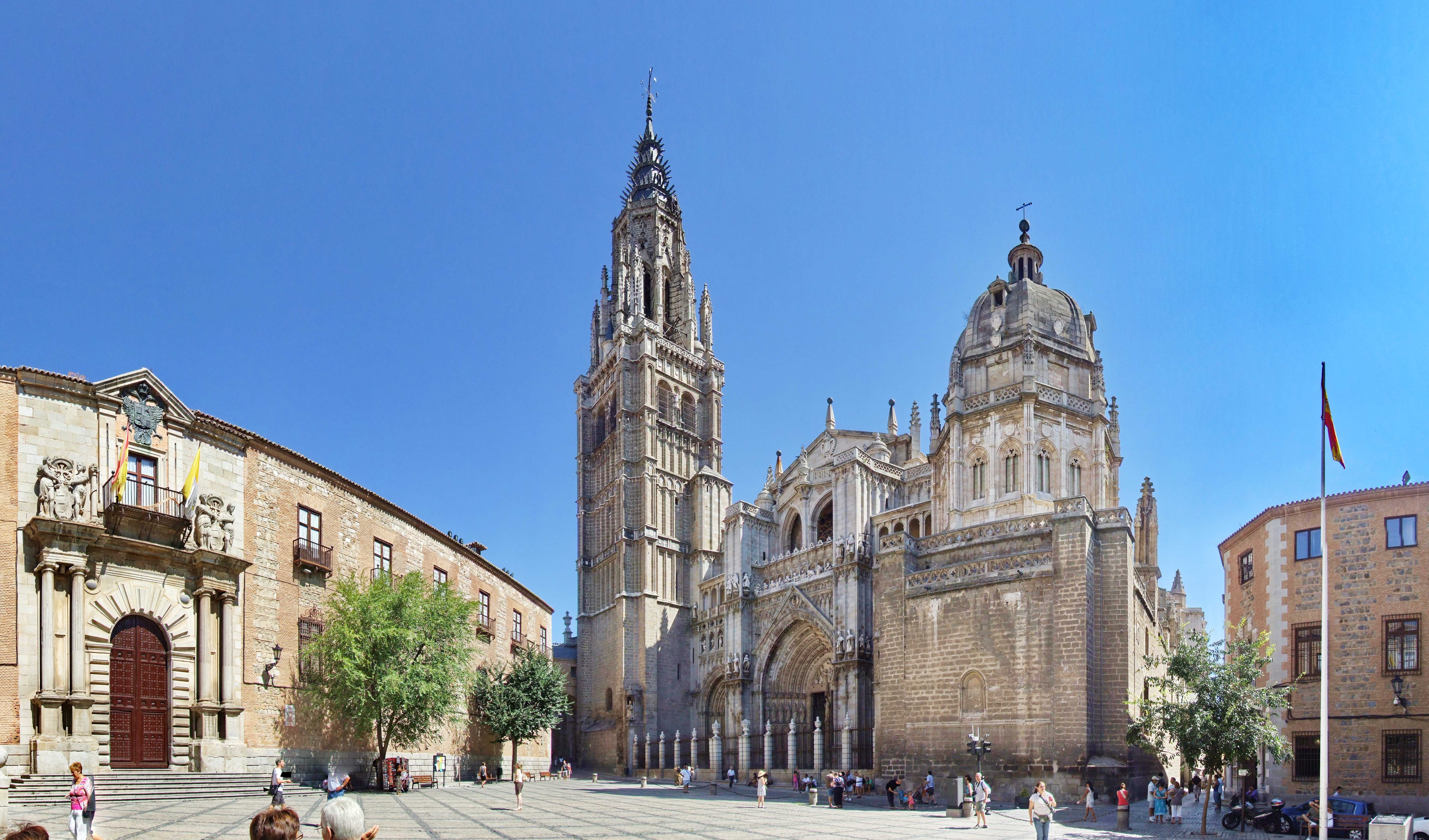
Vista de la plaza con el palacio y la catedral

La puerta da paso a una galería de bóveda oblicua, que conduce al patio. El resto de su sencilla fachada, construida a base de piedra y ladrillo, con alto zócalo de sillares, está conformado por tres cuerpos. En el inferior, se abren ventanas adinteladas. El segundo, se ocupa con balcones rematados con frontones triangulares; a excepción del que descansa, directamente, sobre la portada, que tiene formas curvas y mayores proporciones. 
La última fachada se ubica en el lado norte y se corresponde con el acceso a la capilla, que se construyó a fines del siglo XVIII. De los dos cuerpos que tiene su portada, el primero presenta un arco de medio punto, con rosetas en las enjutas y ménsulas en la clave; todo ello, enmarcado por medias columnas de orden dórico. El friso, ornamentado mediante triglifos con gotas y metopas con rosetas, inscritas en círculos, sirve de base al frontón curvo partido que remata este cuerpo inferior. En ambos extremos del frontón descansan dos floreros que enmarcan, a su vez, el cuerpo superior. Este último es más pequeño, y está constituido por una hornacina central, que acoge la imagen de la Inmaculada, con pilastras a los lados y que rompe el frontón semicircular. La hornacina se remata con un frontón triangular. 